# Renault 36R
Der Renault 36 R war eine vor dem Zweiten Weltkrieg entwickelte und in diesem verwendete französische Vollkettenzugmaschine.

## Geschichte
Seit 1932 wurde der Renault UE Chenillette für die französische Armee gebaut, ein kleines gepanzertes Fahrzeug, dazu bestimmt, Versorgungsgüter in die vorderste Linie zu bringen oder auch schwere Waffen der Infanterie (Granatwerfer, Panzerabwehrgeschütze) zu transportieren. Schon bald kam die Idee auf, ein derartiges Fahrzeug mit gleichem Motor und gleichem Fahrgestell, aber in ungepanzerter Variante zu bauen. Einerseits waren Fahrgestell und Motor gleich dem Renault UE, wodurch die Schulung der Soldaten, aber auch Wartung und Ersatzteilbeschaffung vereinheitlicht wurde. Durch den Wegfall der (in manchen Fällen unnötigen) Panzerung wurde die Nutzlast gegenüber dem Renault UE erhöht.
Im Jahr 1935 erstellte Renault einen ersten Prototyp unter der Werksbezeichnung Renault ACD 1. Nach umfangreichen Tests wurde die Einführung 1936 befohlen und eine Serie von 260 Stück bestellt, ein erstes Serienfahrzeug im Januar 1938 abgeliefert. Im Übrigen verlief die Produktion wie folgt:
| Bauzeit | vor 9.39 | Sept.39 | Okt.39 | Nov.39 | Dez.39 | Jan.40 | Febr.40 | März 40 | Summe |
| ------- | -------- | ------- | ------ | ------ | ------ | ------ | ------- | ------- | ----- |
| Anzahl  | 12       | 40      | 30     | 20     | 40     | 40     | 60      | 18      | 260   |

Die Produktion lief also sehr schleppend an, im August 1939 waren erst 12 Fahrzeuge abgeliefert, und die Fertigstellung des Restes zog sich bis März 1940 hin. Weitere Bestellungen erfolgten nicht, das Fahrzeug wies schlechtere Leistungen auf als der zeitgleich für gleiche Aufgaben gebaute Lorraine 37L.
Im Rahmen des Frankreich-Feldzuges fielen einige Renault 36 R als Beute in deutsche Hände. Sie wurden offenbar weiterverwendet. Eine Kennnummer fremden Geräts erhielten sie allerdings offenbar nicht.

## Technik
Das Fahrzeug hatte das Fahrgestell und Kettenlaufwerk des Renault UE. Auch der Motor (vier Zylinder, Bohrung × Hub 75 × 120 mm, Hubraum 2121 cm³, 38 PS) war mit dem des Renault UE identisch. Es handelte sich um eine ausgereifte Konstruktion aus dem Jahre 1920, die seit Jahren im PKW Renault Primaquatre und in diversen leichten LKWs eingebaut war. Ebenso gab es von diesem Motor Sechs- und Achtzylinder-Ausführungen, letztere eingebaut z. B. im Panzer AMR 33 und AMC 34.
Das Fahrzeug führte üblicherweise einen auf Ketten laufenden Anhänger mit, den gleichen, den auch der Renault UE zog. Dieser Anhänger wog leer 776 kg und hatte eine Nutzlast von 500 kg. Allerdings sank die Höchstgeschwindigkeit mit Anhänger von 35 auf 28 km/h. Schließlich wog das Gesamtfahrzeug beladen mit Anhänger 5,35 Tonnen. Mit 7 PS/Tonne war damit das Fahrzeug ziemlich untermotorisiert. Die Fahreigenschaften und Leistungen dürften denen des Renault UE entsprochen haben: Soweit letztere bei der Wehrmacht z. B. zum Ziehen der 3,7-cm-PaK 36 eingesetzt wurden, wird in den deutschen Divisionsgeschichten über die Zuverlässigkeit der Fahrzeuge sehr geklagt, die häufig im Russlandfeldzug 1941 nach wenigen hundert Kilometern bereits den Dienst endgültig versagten.